# Xiaruyue (sockenhuvudort i Kina, Shanxi Sheng, lat 39,21, long 113,36)
Xiaruyue är en sockenhuvudort i Kina. Den ligger i provinsen Shanxi, i den norra delen av landet, omkring 160 kilometer nordost om provinshuvudstaden Taiyuan. Antalet invånare är 8 028. Befolkningen består av 3 884 kvinnor och 4 144 män. Barn under 15 år utgör 16,0 %, vuxna 15-64 år 71 %, och äldre över 65 år 11,0 %.
Runt Xiaruyue är det ganska tätbefolkat, med 104 invånare per kvadratkilometer. Närmaste större samhälle är Ekou, 16,9 km sydväst om Xiaruyue. Trakten runt Xiaruyue består i huvudsak av gräsmarker.
Genomsnittlig årsnederbörd är 701 millimeter. Den regnigaste månaden är juli, med i genomsnitt 185 mm nederbörd, och den torraste är januari, med 4 mm nederbörd.